# Wiebke Waburg
Wiebke Waburg (* 1967 in Lübz) ist eine deutsche Pädagogin.

## Leben
Nach dem Studium (1996–2002) der Soziologie an der Universität Potsdam war sie von 2003 bis 2008 wissenschaftliche Mitarbeiterin im DFG-Projekt „Schulkultur, Geschlechtersegregation und Mädchensozialisation“ (Leitung  Leonie Herwartz-Emden) an der Universität Augsburg. Nach der Promotion 2009 zur Dr.in phil. bei Leonie Herwartz-Emden und Eva Matthes an der Universität Augsburg und der Habilitation durch die Philosophisch-Sozialwissenschaftliche Fakultät in Augsburg (Venia Legendi für Erziehungswissenschaft) 2018 ist sie seit 2018 Professorin für Pädagogik mit dem Schwerpunkt Migration und Heterogenität an der Universität Koblenz (bis 2022 Universität Koblenz-Landau).

## Schriften (Auswahl)
- Mädchenschule und Geschlecht. Eine fallrekonstruktive Untersuchung der kollektiven Orientierungen und Weiblichkeitskonstruktionen von Schülerinnen monoedukativer Schulen. 2010.
- mit Leonie Herwartz-Emden und Verena Schurt: Aufwachsen in heterogenen Sozialisationskontexten. Zur Bedeutung einer geschlechtergerechten interkulturellen Pädagogik. Wiesbaden 2010, ISBN 978-3-531-17196-8.